# École Du Breuil
 (mars 2023).
Si vous disposez d'ouvrages ou d'articles de référence ou si vous connaissez des sites web de qualité traitant du thème abordé ici, merci de compléter l'article en donnant les références utiles à sa vérifiabilité et en les liant à la section « Notes et références ».
Pour les articles homonymes, voir Breuil.
L'École du Breuil est l'école d'horticulture de la ville de Paris. Elle est située à l'Est de Paris dans le Bois de Vincennes, à côté de l'Arboretum de Paris, l'un des quatre sites du Jardin Botanique de Paris. Elle forme jeunes et adultes aux métiers de l'horticulture, du jardin, du paysage et de l'agriculture urbaine.
Depuis mai 2013, 5 hectares du domaine sont accessibles au public.

## Historique

### L'ambition d'un nouveau cadre de vie parisien
A l’avènement du Second Empire en 1852, la ville de Paris est réputée en Europe pour son insalubrité et sa surpopulation. Inspiré par son bref séjour à Londres entre mai et août 1831, Napoléon III décide de lancer de grands travaux de transformation du cadre urbain parisien en adéquation avec le modèle d’urbanisme londonien. Victime d’un grand incendie en 1666, la capitale anglaise reconstruite est plébiscitée à l’époque pour son hygiène. Pour réaliser son rêve, l’empereur s’appuie sur Georges Eugène Haussmann qu’il nomme préfet de la Seine le 22 juin 1853. Il lui confie la mission de réaménager la ville selon trois critères : le développement des grands axes permettant de fluidifier les déplacements, la mise en valeur de patrimoine parisien par la création d’un esthétisme singulier et l'aménagement des espaces verts et d'un réseau d’égouts destinés à aérer la ville. A titre indicatif, entre 1852 et 1872, 600 000 arbres ont été plantés dans près de 20 000 hectares de bois et jardins. Cet engouement nouveau pour les « espaces verdoyant » s’accompagne de la création du Service des promenades et des plantations en 1856 - l'ancêtre de la Direction des parcs, jardins et espaces verts de Paris - dont la principale réalisation est la création des Promenades publiques, avec à sa tête l’ingénieur Adolphe Alphand.

#### Le besoin d'une main d’œuvre spécialisée
La création de l'École Du Breuil répond à une demande accrue en travailleurs qualifiés des métiers de paysagiste et fleuriste. En mars 1867, le préfet Haussmann crée par un arrêté l'École d’horticulture et d’arboriculture, sur un terrain de 4 hectares, juste au-dessus du lac Daumesnil (sur l'actuelle commune de Saint-Mandé). L'école avait alors pour mission de pourvoir le département de la Seine et plus particulièrement Paris, en jardiniers. Alphonse Du Breuil et Jean Darcel en sont alors les premiers directeurs.

En 1936, l'école est transférée au Sud-Est du bois, à l'emplacement de l'ancienne Ferme de la Faisanderie de Napoléon III (datant de 1855), et rebaptisée « École du Breuil » en hommage à son premier directeur Alphonse Du Breuil. C'est sur les lieux de sa précédente localisation que sera bâti le Musée des Colonies lors de l’Exposition Universelle de 1937. À l'époque, le nouvel espace de l’école s’étend sur 25 hectares où sera installé l’Arboretum – ouvert en 1948, il s’agit d'un lieu de préservation de différentes variétés d’arbres. 

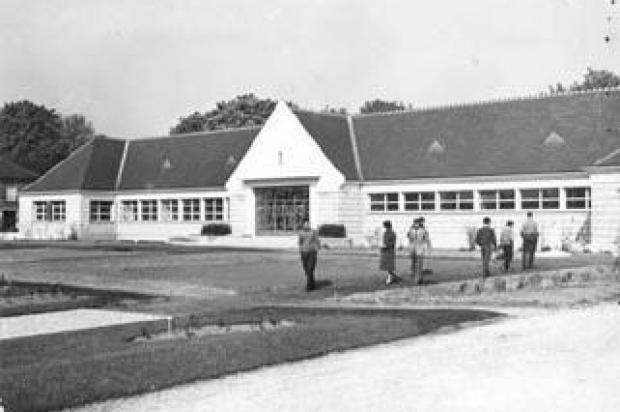
Breuil en 1960.

Lors de la Seconde Guerre mondiale, l’espace situé sur la commune adjacente de Joinville-le-Pont, est réquisitionné par le bataillon de Joinville pour l’entraînement des soldats et la pratique du maraîchage destiné à l’armée française. Des traces de leur passage sont encore visibles à ce jour notamment autour des infrastructures sportives (stèle mémorielle). 
Aujourd’hui, l’école continue de fournir le catalogue des espaces verts de Paris.

## Jardins
L'école s’étend sur 9.35 hectares dont 5 sont ouverts au public toute l'année, depuis 2013, ainsi que d'une annexe avenue de la Belle Gabrielle de 1.43 hectares. Le domaine de l'école est labellisé « Jardin Remarquable », label délivré par une commission du ministère de la Culture. Les jardins de L'École Du Breuil sont ouverts gratuitement au public et figurent comme patrimoine national. Des visites guidées sont organisées lors d'évènements : Fête de l'école (en mai), journées d'informations et de recrutement, Fête des jardins, Journées du patrimoine.
L’entrée du jardin se situe route de la Pyramide en face de l'arboretum de Paris, anciennement rattaché à l'école. L'arboretum est à présent géré par la Direction des Espaces Vert et de l'Environnement de la Ville de Paris et est un des quatre pôles du Jardin Botanique de Paris.
La partie du domaine accessible au public est composé d'une collection de plantes vivaces, systématique et mixed bordeur, d'une rocaille, d'un jardin paysager, d'une roseraie, d'une collection de plantes saisonnières, d'une collection de plantes grimpantes et d'une collection de bambous, de serres (visitables le mercredi) et d'un fruticetum. 
Depuis le 1er février 2023, les serres seront ouvertes au public tous les mercredis après-midi de 13h à 16h. L’entrée et la sortie se font par les portes côté jardin public
La partie non accessible au public comporte un verger, un potager, des jardins partagés gérés par l'association "Le Petit Lopin", un jardin régulier de Topiaires (cour d'honneur) et une zone de travaux pratiques. Ces espaces sont ouverts lors d'événements comme la fête des jardins et de l'agriculture urbaine, les journées européennes du patrimoine et la fête de l'École Du Breuil.
Le domaine de l'école, 9,35 hectares, son annexe de 1,43 hectares combiné aux 12 hectares de l'arboretum, représentent en France la plus grande surface destinée à l’enseignement du paysage, s'inscrivant dans un bassin horticole, forestier et paysager de 200 hectares avec le bois de Vincennes, le parc floral, la ferme de Paris et le jardin d'agronomie tropicale. 

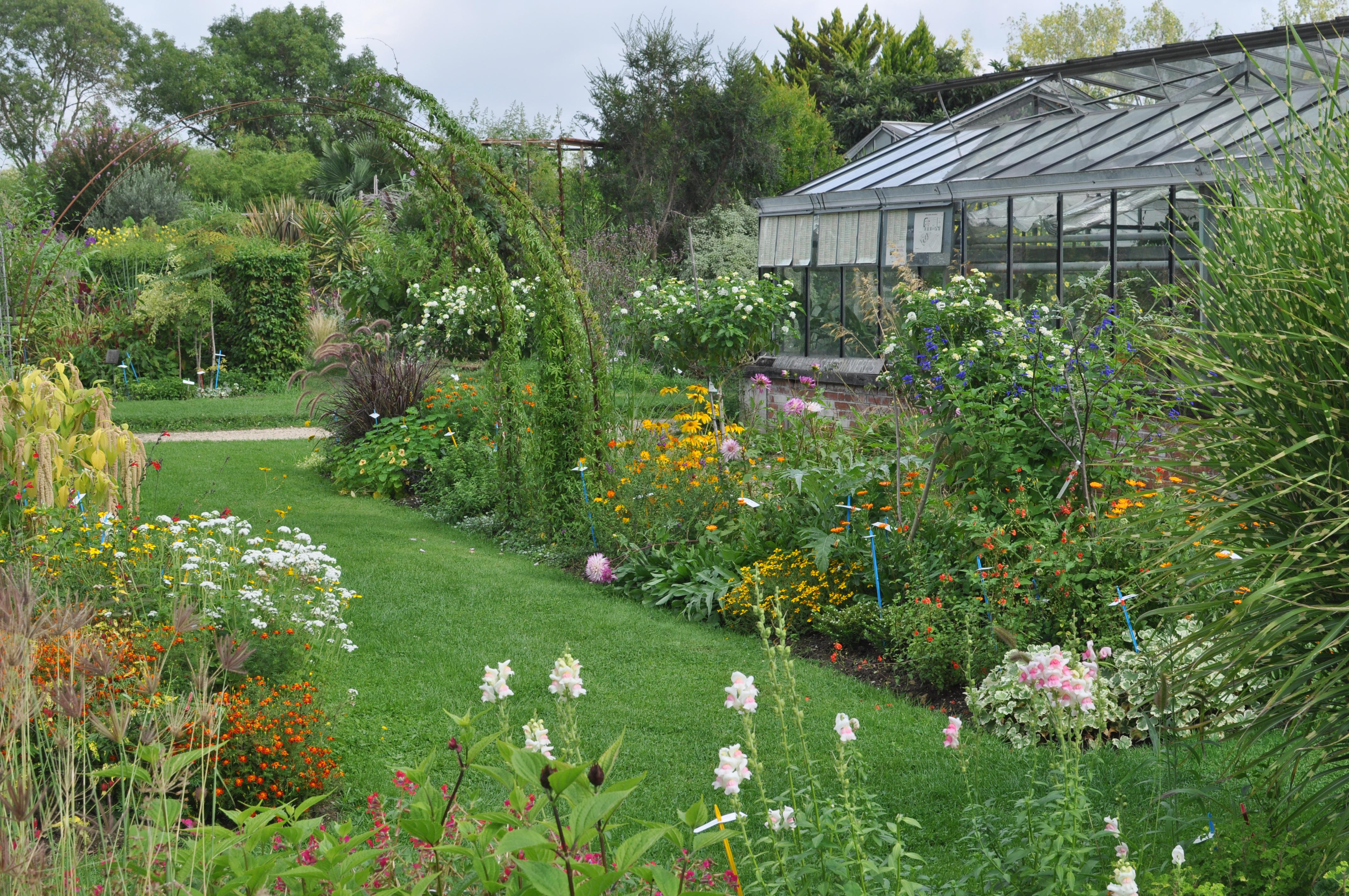
Les collections de saisonnières.
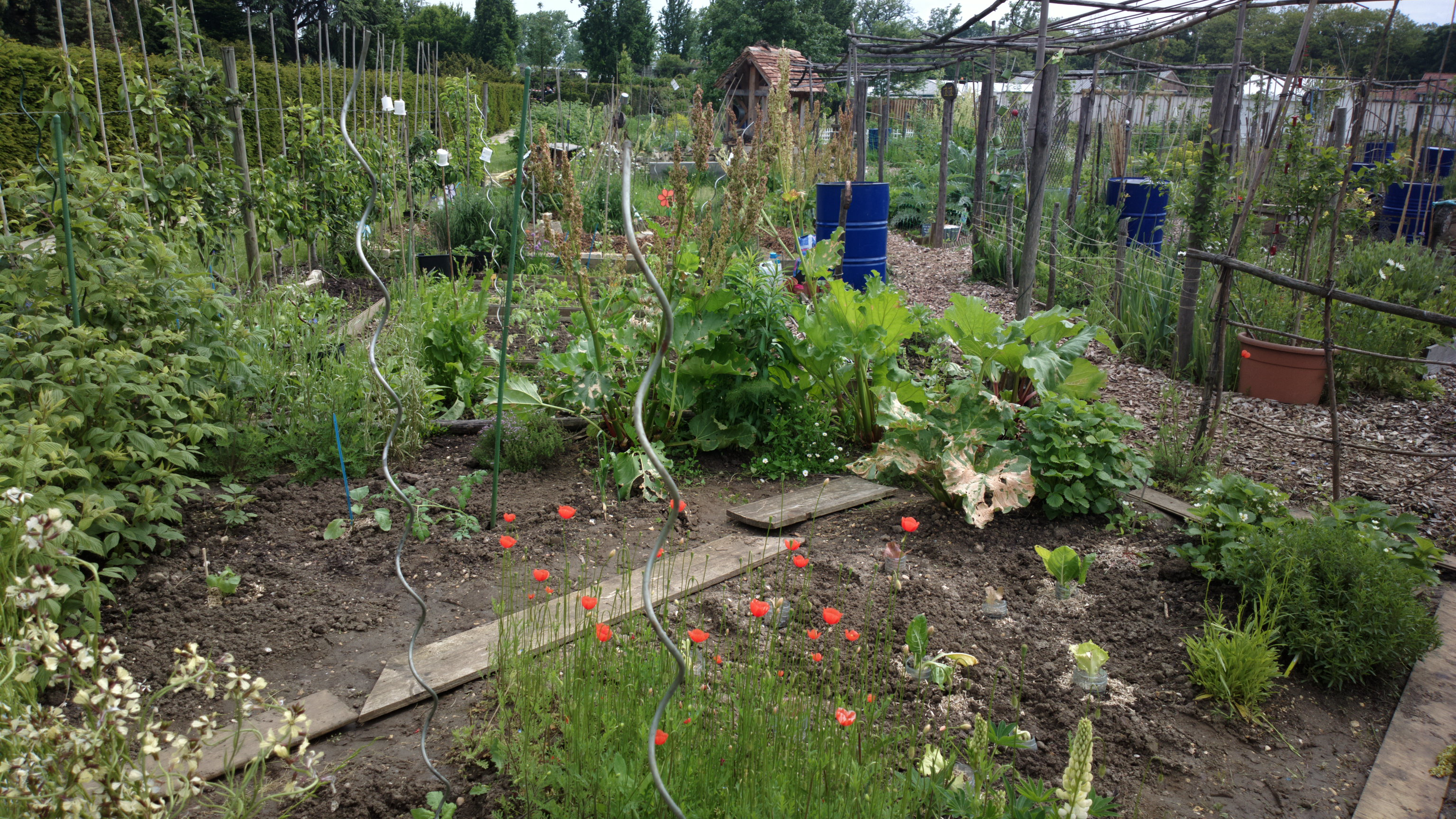
Les jardins partagés.
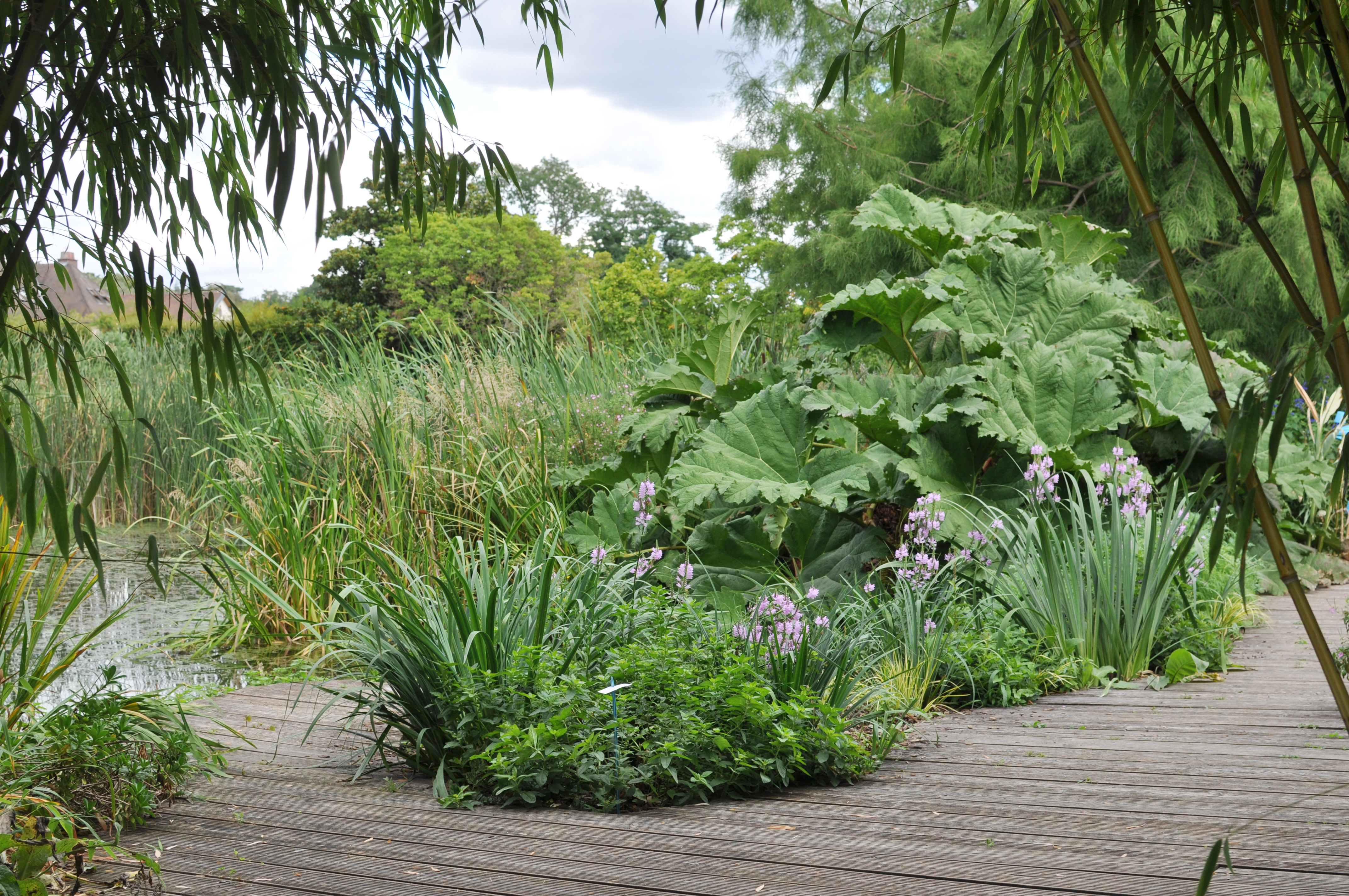
Le jardin d'eau.
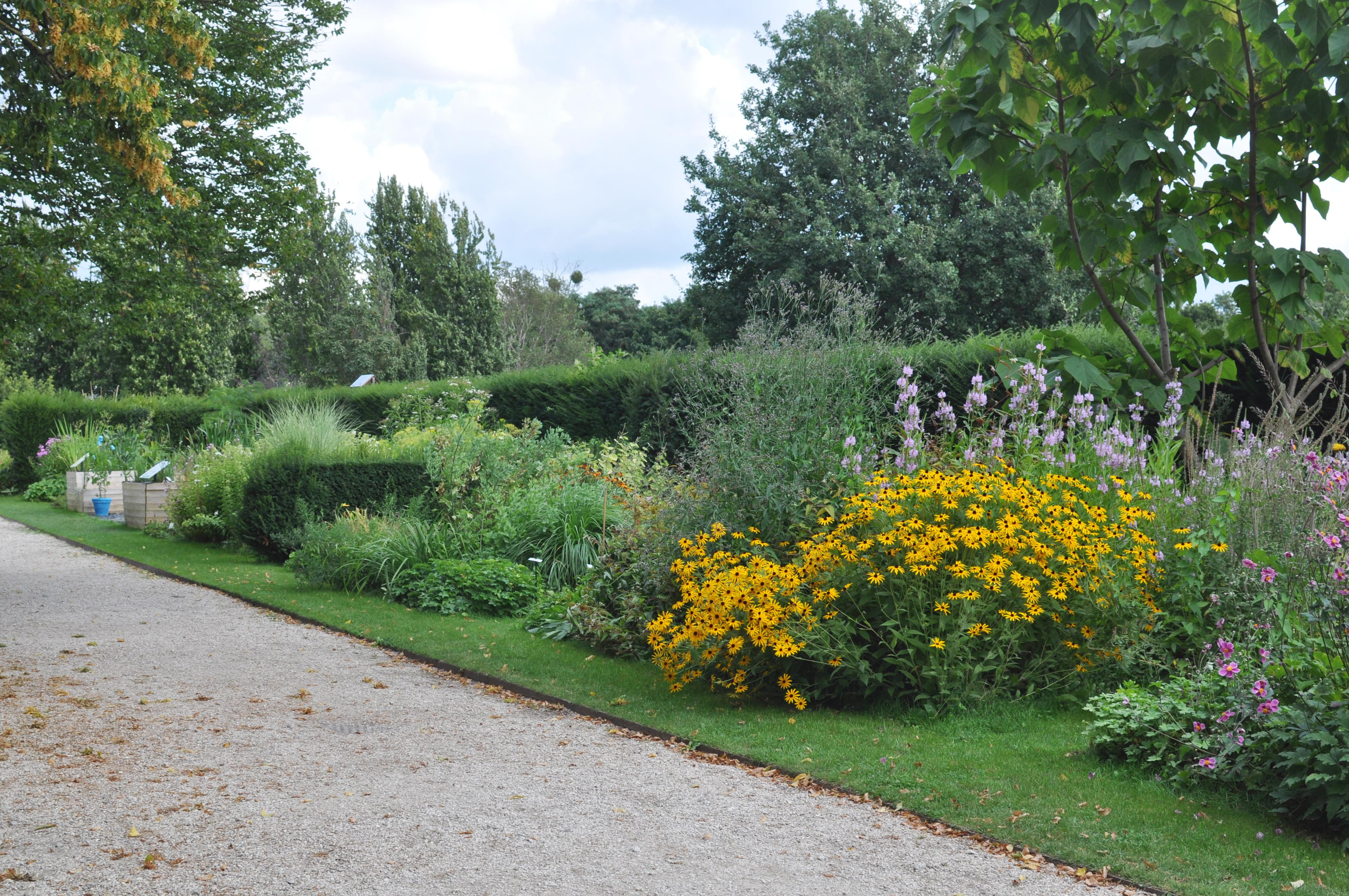
La collection systématique de vivaces.
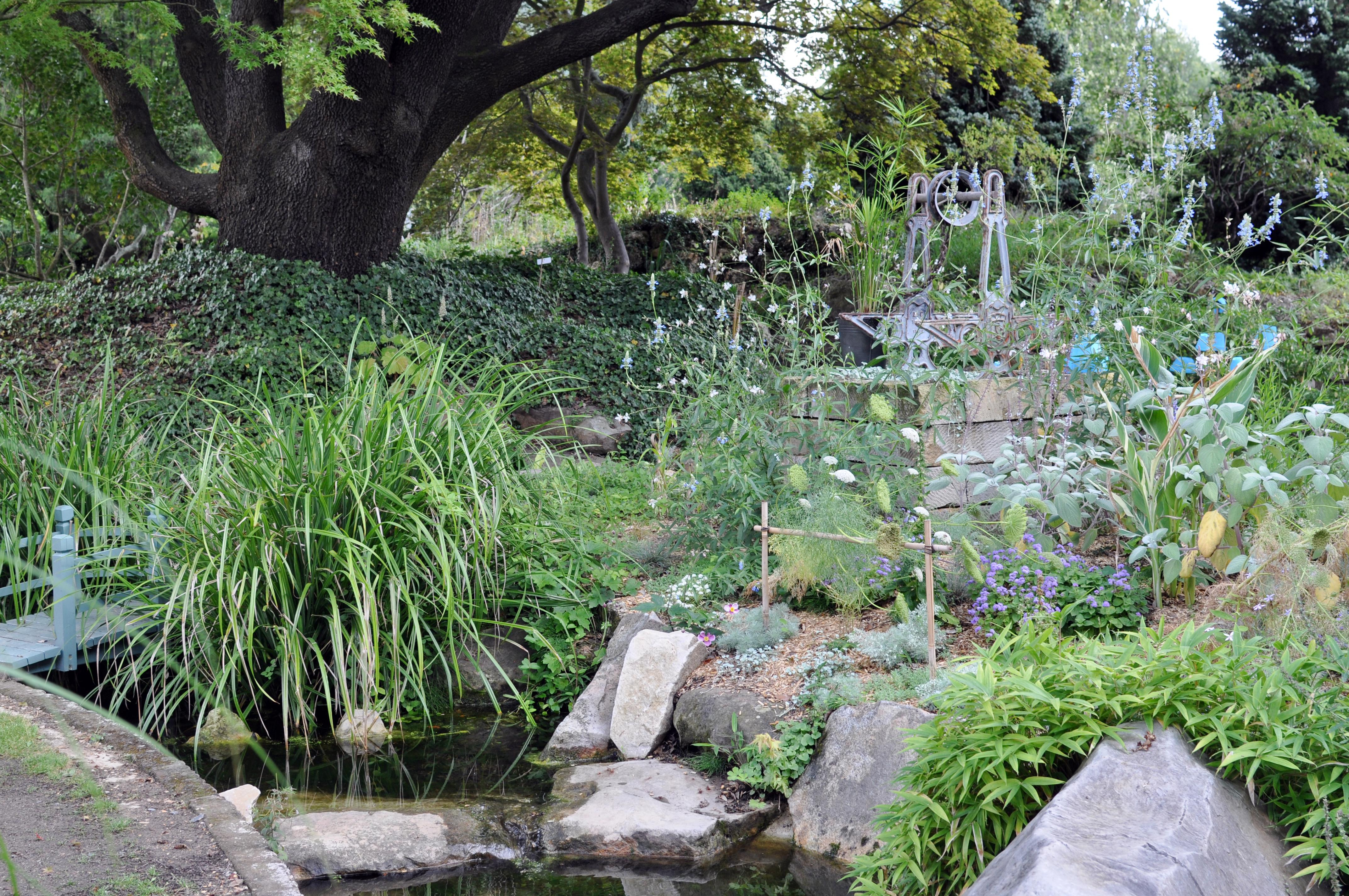
La rocaille.

## Formations
L'École Du Breuil forme jeunes et adultes aux métiers de l'horticulture, du jardin, du paysage et de l'agriculture urbaine.
L'école a pour vocation de former des ouvriers jardiniers et des techniciens compétents dans les techniques du paysage, du jardin et de l'agriculture urbaine. Aujourd’hui elle forme chaque année plus de 300 élèves, 150 élèves en formation scolaire et 150 apprentis en formation par apprentissage, de la seconde au Master 2.
Elle forme également plus de 2600 professionnels en formation continue avec 108 formations différentes, plus de 1000 amateurs en cours publics de jardinage et une centaine d’adultes en reconversion professionnelle (formations diplômantes pour adultes).

### Les formations initiales
Les formations scolaires :

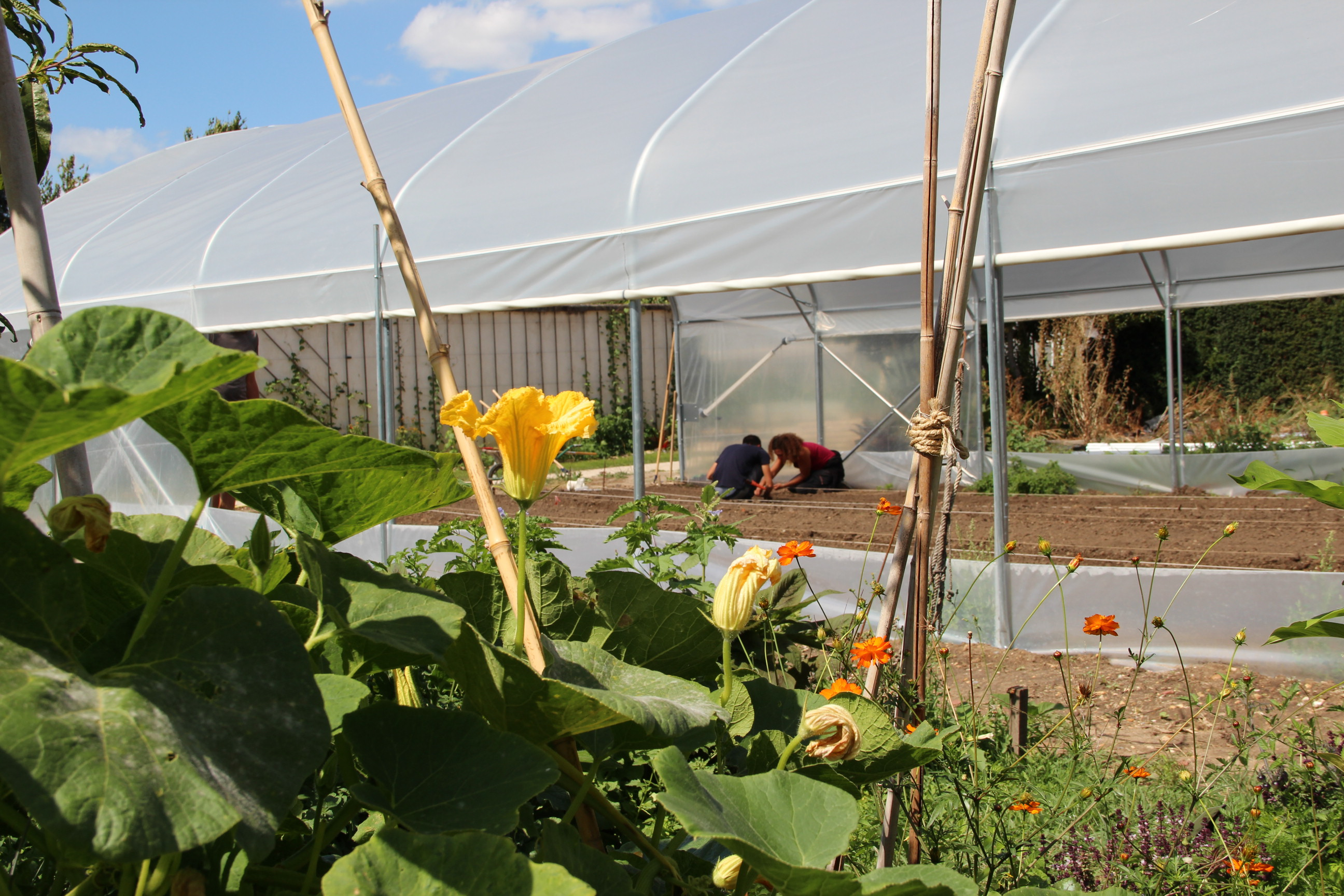
Tunnel de plantations des BPREA.

- CAPA : Certificat d'aptitude professionnelle agricole Jardinier Paysagiste (diplôme de niveau 3)
- Baccalauréat professionnel aménagements paysagers (diplôme de niveau 4)
- Brevet de technicien supérieur agricole aménagements paysagers BTSA (diplôme de niveau 5)

Les formations par apprentissage :

- Brevet professionnel agricole des aménagements paysagers - BPA - (diplôme de niveau 3)
- Certificat de spécialisation Arboriste Elagueur - CS - (diplôme de niveau 4)
- Brevet professionnel aménagements paysagers - BP - (diplôme de niveau 4)
- Brevet de technicien supérieur agricole aménagements paysagers - BTSAA - (diplôme de niveau 5)
- Licence professionnelle spécialité : Ecopaysage végétal urbain - LP ECOPUR - (diplôme de niveau 6)
- Master 2 : Approche écologique du paysage - (diplôme de niveau 7)

### Les formations professionnelles continues
Les formations professionnelles continues permettent aux personnes déjà entrées dans la vie active, de continuer à se former pour acquérir de nouvelles compétences, de nouvelles techniques, et ainsi envisager par exemple une évolution de carrière ou une reconversion professionnelle.

- CAP Agricole Jardinier Paysagiste (diplôme de niveau 3)
- Baccalauréat professionnel aménagements paysagers (diplôme de niveau 4)
- BPREA : Brevet Professionnel option Responsable d’Entreprises Agricoles spécialité « Fermes agroécologiques urbaines et périurbaines » (diplôme de niveau 4)

### Les cours publics pour adultes
- Cours de jardinage à la carte (3h ou 6h)
- Cours annuels (90 h)
- L’école de la Permaculture urbaine et péri urbaine (14h ou 82h)